# Remingtonocetidae
I remingtonocetidi (Remingtonocetidae) sono una famiglia di cetacei estinti, appartenenti agli archeoceti. Vissero principalmente nell'Eocene medio (circa 50 – 45 milioni di anni fa) e i loro resti sono stati ritrovati esclusivamente in India, Pakistan ed Egitto.

## Descrizione
Questi cetacei primitivi erano dotati di crani e mascelle estremamente lunghi e stretti, che li facevano assomigliare a una versione mammaliana del gaviale del Gange (Gavialis gangeticus). L'orecchio medio era piuttosto grande e mostra alcune specializzazioni per il potenziamento dell'udito sott'acqua. Gli scheletri dei remingtonocetidi erano  eccezionalmente primitivi: erano ancora presenti quattro zampe ben sviluppate, adatte alla locomozione sulla terraferma. Rispetto ad altre forme come Ambulocetus, questi animali possedevano orbite più piccole e musi allungatissimi. In generale, l'aspetto di questi animali doveva ricordare quello di una lontra marina dal muso estremamente allungato.

## Classificazione
I remingtonocetidi appartengono agli archeoceti, il gruppo di cetacei più antico e primitivo. Nonostante la loro indubbia arcaicità data da alcune caratteristiche (le zampe ben sviluppate), questi animali possedevano specializzazioni sconosciute nelle altre famiglie di archeoceti (come il rostro allungato). I generi noti comprendono Rayanistes, Remingtonocetus, Dalanistes, Andrewsiphius, Kutchicetus e Attockicetus.

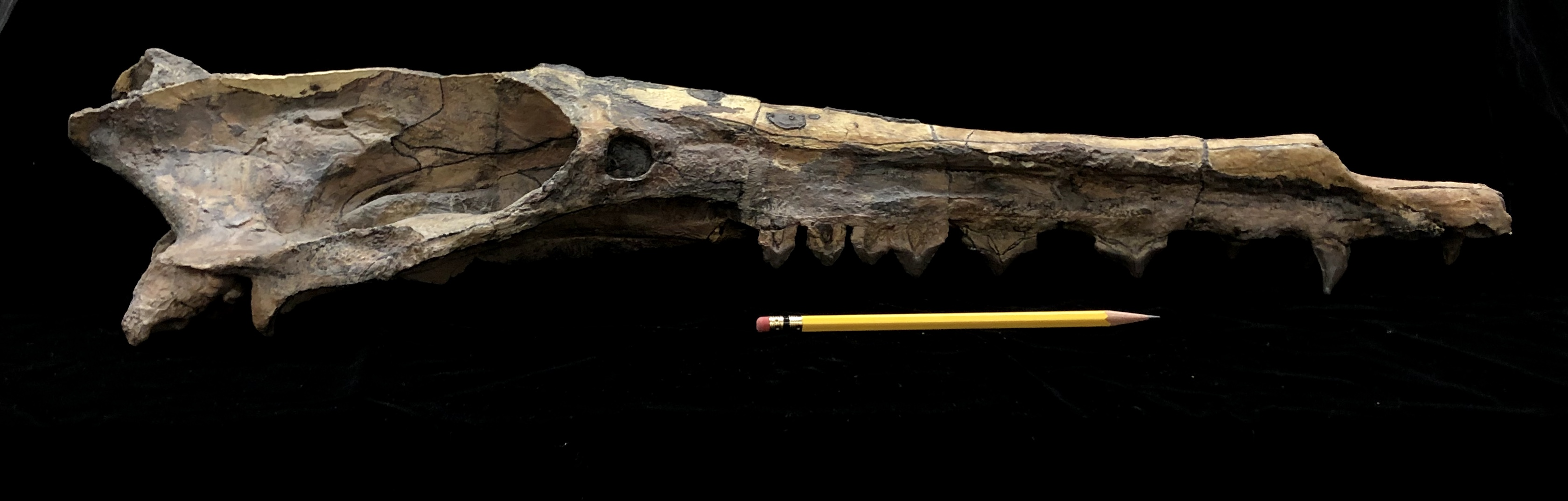
Cranio di Remingtonocetus harudiensis

## Stile di vita
La morfologia delle mascelle e della dentatura suggerisce che questi animali fossero adattati a una dieta di prede acquatiche e dal nuoto veloce. L'orecchio medio era sviluppato in modo tale da permettere all'animale di poter udire molto bene sott'acqua; le orecchie ben separate fra loro, insieme alle piccole dimensioni degli occhi, fanno supporre che questi animali avessero sviluppato adattamenti notevoli nella caccia sottomarina.